# Mecánica clásica

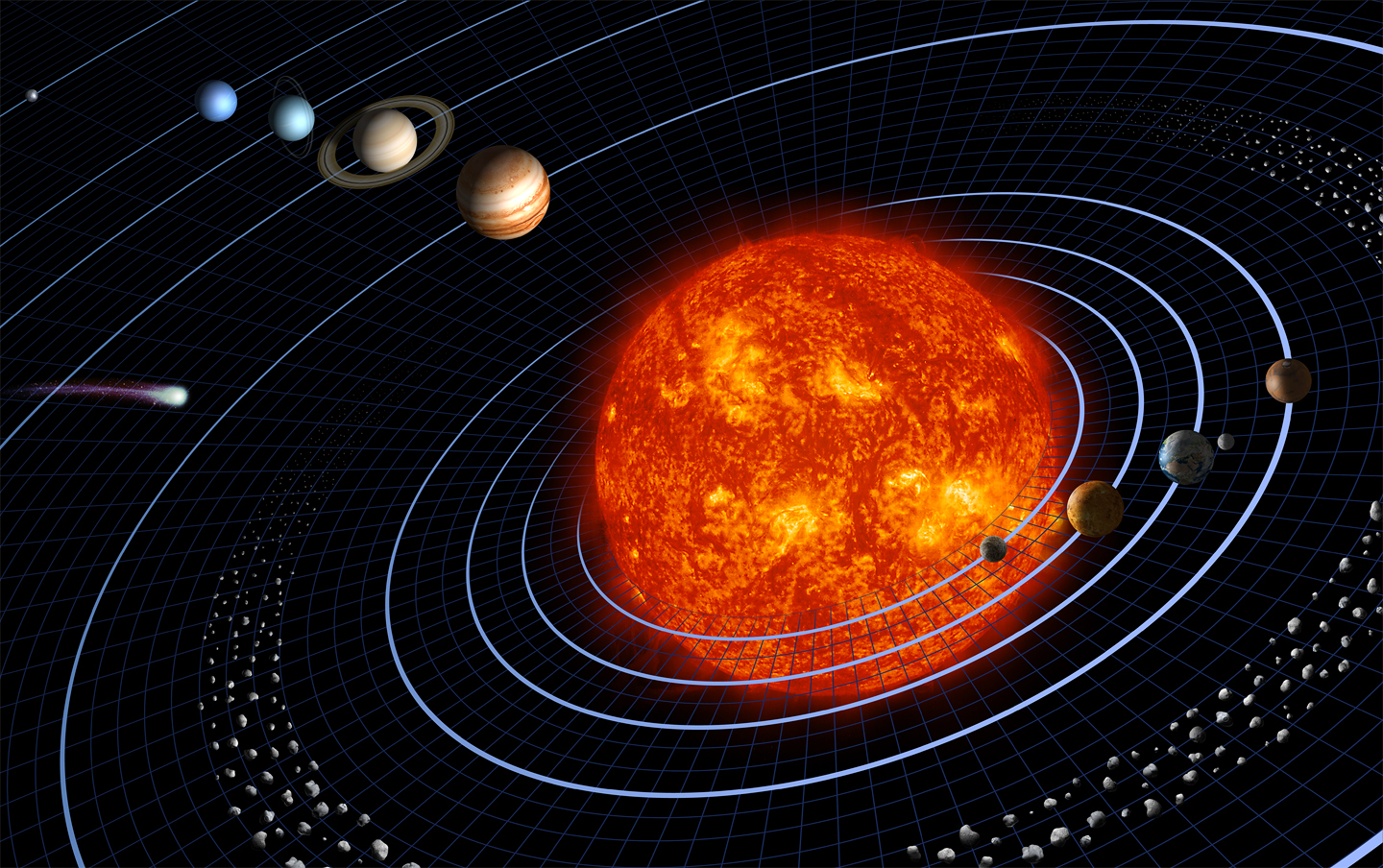
El sistema solar se puede explicar con gran aproximación mediante la mecánica clásica, usando las leyes de movimiento y gravitación universal de Newton. Solo algunas pequeñas desviaciones en el perihelio de Mercurio, que fueron descubiertas tardíamente, no podían ser explicadas por su teoría. La solución al problema del perihelio fue dada por el modelo teórico de Einstein y comprobada por los científicos Sir Frank Watson Dyson, Arthur Eddington y C. Davidson en 1919.

La mecánica clásica es la rama de la física que estudia las leyes del comportamiento de cuerpos físicos macroscópicos (a diferencia de la mecánica cuántica) en reposo y a velocidades pequeñas comparadas con la velocidad de la luz. En la mecánica clásica en general existen tres aspectos invariantes: el tiempo es absoluto, la evolución temporal de los sistemas se realiza de acuerdo  con el principio de mínima acción y las leyes físicas son deterministas.
El primer desarrollo de la mecánica clásica suele denominarse mecánica newtoniana. Consiste en los conceptos físicos basados en los trabajos fundacionales de Sir Isaac Newton, y en los métodos matemáticos inventados por Gottfried Wilhelm Leibniz, Joseph-Louis Lagrange, Leonhard Euler, y otros contemporáneos, en el siglo XVII para describir el movimiento de los cuerpos físicos bajo la influencia de un sistema de fuerzas.  Posteriormente, se desarrollaron métodos más abstractos que dieron lugar a las reformulaciones de la mecánica clásica conocidas como mecánica lagrangiana y mecánica hamiltoniana. Estos avances, realizados predominantemente en los siglos XVIII y XIX, van sustancialmente más allá de los trabajos anteriores, sobre todo por su uso de la mecánica analítica. También se utilizan, con algunas modificaciones, en todas las áreas de la física moderna.
La mecánica clásica proporciona resultados extremadamente precisos cuando se estudian objetos grandes que no son extremadamente masivos y velocidades que no se acercan a la velocidad de la luz. Cuando los objetos que se examinan tienen el tamaño del diámetro de un átomo, se hace necesario introducir el otro gran subcampo de la mecánica: la mecánica cuántica. Para describir las velocidades que no son pequeñas en comparación con la velocidad de la luz, se necesita la relatividad especial. En los casos en los que los objetos se vuelven extremadamente masivos, se aplica la relatividad general. Sin embargo, algunas fuentes modernas incluyen la mecánica relativista en la física clásica, que en su opinión representa la mecánica clásica en su forma más desarrollada y precisa.
Existen varias formulaciones diferentes, en mecánica clásica, para describir un mismo fenómeno natural que, independientemente de los aspectos formales y metodológicos que utilizan, llegan a la misma conclusión.
La mecánica vectorial, que deviene directamente de las leyes de Newton, por lo que también se le conoce como «mecánica newtoniana», llega, a partir de las tres ecuaciones formuladas por Newton y mediante el cálculo diferencial e integral, a una muy exacta aproximación de los fenómenos físicos. Es aplicable a cuerpos que se mueven en relación con un observador a velocidades pequeñas comparadas con la de la luz. Fue construida en un principio para una sola partícula moviéndose en un campo gravitatorio. Se basa en el tratamiento de dos magnitudes vectoriales bajo una relación causal: la fuerza y la acción de la fuerza, medida por la variación del momentum (cantidad de movimiento). El análisis y síntesis de fuerzas y momentos constituye el método básico de la mecánica vectorial. Requiere del uso privilegiado de sistemas de referencia inercial.
La mecánica analítica (analítica en el sentido matemático de la palabra, no en el sentido filosófico) es una formulación matemática abstracta sobre la mecánica; permite desligarse de esos sistemas de referencia privilegiados y tener conceptos más generales al momento de describir un movimiento con el uso del cálculo de variaciones. Sus métodos son poderosos y trascienden de la mecánica a otros campos de la física. Se puede encontrar el germen de la mecánica analítica en la obra de Leibniz, quien propone que para solucionar problemas en mecánica, magnitudes escalares (menos oscuras, según Leibniz que la fuerza y el momento de Newton), como energía cinética y el trabajo, son suficientes y menos oscuras que las cantidades vectoriales, como la fuerza y el momento, propuestos por Newton. Existen dos formulaciones equivalentes: la llamada mecánica lagrangiana es una reformulación de la mecánica realizada por Joseph Louis Lagrange que se basa en la ahora llamada ecuación de Euler-Lagrange (ecuaciones diferenciales de segundo orden) y el principio de mínima acción; la otra, llamada mecánica hamiltoniana, es una reformulación más teórica basada en una funcional llamada hamiltoniano realizada por William Hamilton. Las mecánicas hamiltoniana y lagrangiana son ejemplos de mecánicas analíticas, donde las magnitudes se relacionan entre sí por ecuaciones diferenciales parciales, que son equivalentes a las ecuaciones de Newton, por ejemplo las ecuaciones canónicas de Hamilton.

## Historia
El estudio del movimiento de los cuerpos es muy antiguo, lo que convierte a la mecánica clásica en una de las materias más antiguas y extensas de la ciencia, la ingeniería y la tecnología.
Algunos  filósofos griegos de la antigüedad, entre ellos Aristóteles, fundador de la física aristotélica, pueden haber sido los primeros en mantener la idea de que "todo sucede por una razón" y que los principios teóricos pueden ayudar a la comprensión de la naturaleza. Mientras que para un lector moderno, muchas de estas ideas conservadas se presentan como eminentemente razonables, hay una llamativa falta tanto de teoría matemática como de experimento controlado, tal y como lo conocemos. Estos se convirtieron más tarde en factores decisivos en la formación de la ciencia moderna, y su aplicación temprana llegó a conocerse como mecánica clásica. En su Elementa super demonstrationem ponderum, el matemático medieval Jordanus Nemorarius introdujo el concepto de "gravedad posicional" y el uso de las fuerzas componentes.
La primera explicación  causal publicada sobre los movimientos de los planetas fue la Astronomia nova de Johannes Kepler, publicada en 1609. Concluyó, basándose en las observaciones de Tycho Brahe sobre la órbita de  Marte, que las órbitas de los planetas eran elípticas. Esta ruptura con la pensamiento antiguo se produjo en la misma época en que Galileo proponía leyes matemáticas abstractas para el movimiento de los objetos. Es posible (o no) que realizara el famoso experimento de dejar caer dos balas de cañón de distinto peso desde la torre de Pisa, demostrando que ambas caían al suelo al mismo tiempo. La realidad de ese experimento en particular es discutida, pero realizó experimentos cuantitativos haciendo rodar bolas sobre un plano inclinado. Su teoría del movimiento acelerado se derivó de los resultados de tales experimentos y constituye una piedra angular de la mecánica clásica.

Teoría de tres etapas del ímpetu según Alberto de Sajonia

Newton fundó sus principios de filosofía natural en  tres leyes del movimiento propuestas: la «ley de la inercia», su «segunda ley de aceleración» (mencionada anteriormente) y la «ley de acción y reacción»; y de ahí sentó las bases de la mecánica clásica. Tanto la segunda como la tercera ley de Newton recibieron el tratamiento científico y matemático adecuado en la Philosophiæ naturalis principia mathematica de Newton. Aquí se distinguen de los intentos anteriores de explicar fenómenos similares, que eran incompletos, incorrectos o tenían una expresión matemática poco precisa. Newton también enunció los principios de  conservación del momento y el momento angular. En mecánica, Newton también fue el primero en proporcionar la primera formulación científica y matemática correcta de la gravedad en la  ley de gravitación universal de Newton. La combinación de las leyes del movimiento y la gravitación de Newton proporciona la descripción más completa y precisa de la mecánica clásica. Demostró que estas leyes se aplican tanto a los objetos cotidianos como a los celestes. En particular, obtuvo una explicación teórica de las  leyes de movimiento de los planetas de Kepler.

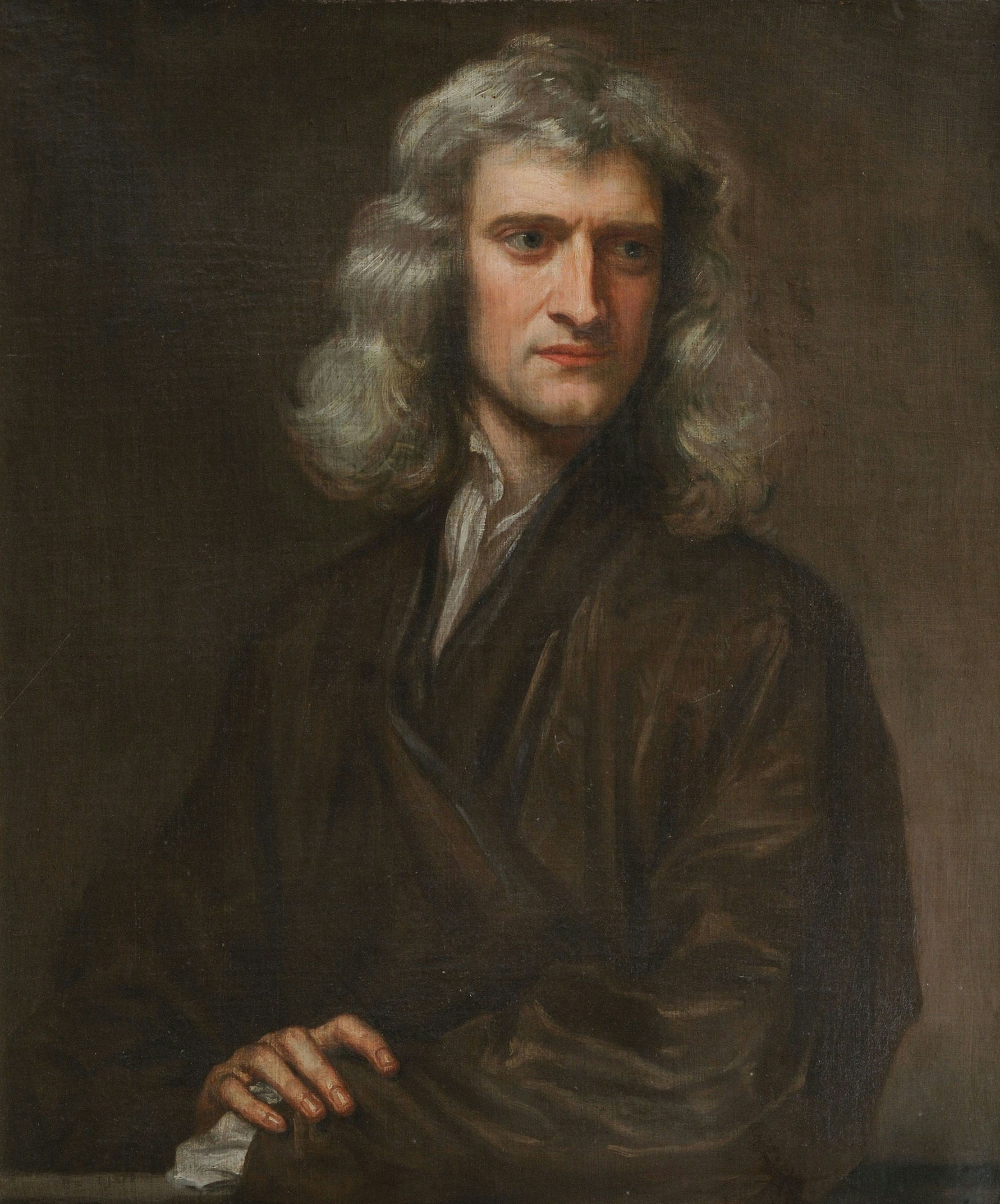
Sir Isaac Newton (1643-1727), una figura influyente en la historia de la física y cuyas tres leyes del movimiento forman la base de la mecánica clásica

Newton había inventado previamente el cálculo de las matemáticas y lo utilizó para realizar los cálculos matemáticos. Para la aceptabilidad, su libro, los Principia, fue formulado enteramente en términos de métodos geométricos establecidos desde hace mucho tiempo, que pronto fueron eclipsados por su cálculo. Sin embargo, fue Leibniz quien desarrolló la notación de la derivada y la integral preferida en la actualidad. Newton, y la mayoría de sus contemporáneos, con la notable excepción de Huygens, trabajaron sobre el supuesto de que la mecánica clásica sería capaz de explicar todos los fenómenos, incluida la luz, en forma de óptica geométrica. Incluso cuando descubrió los llamados anillos de Newton (un fenómeno de interferencia de ondas) mantuvo su propia teoría corpuscular de la luz.

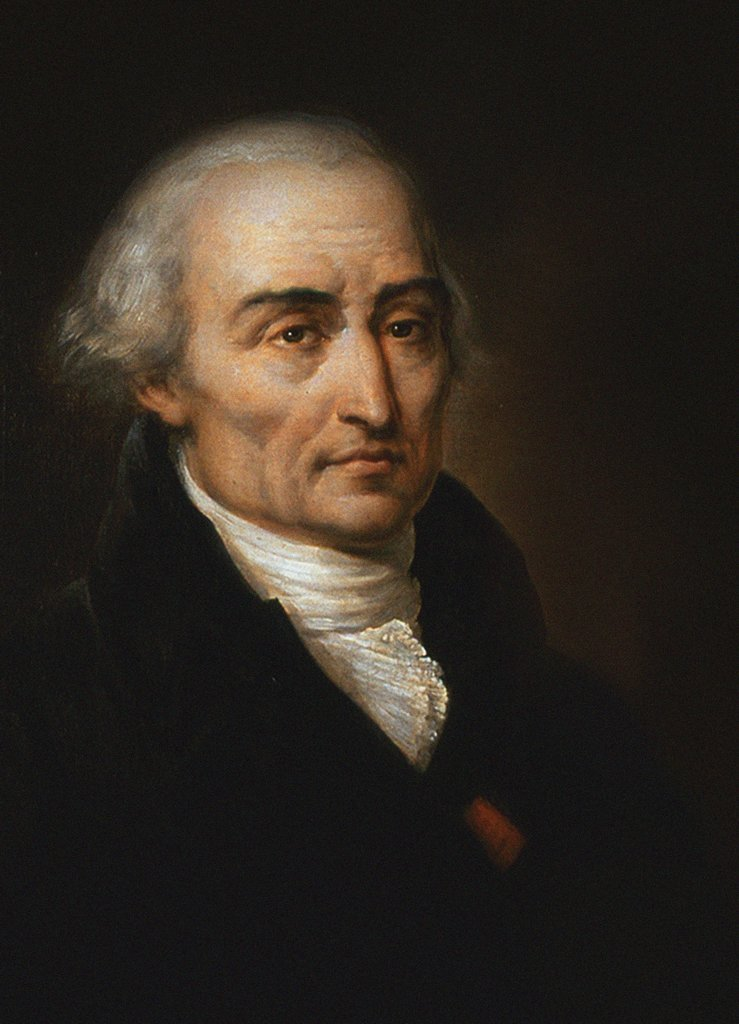
La contribución de Lagrange fue materializar las ideas de Newton en el lenguaje de las matemáticas modernas, ahora llamado Mecánica lagrangiana

Después de Newton, la mecánica clásica se convirtió en un campo de estudio principal tanto en matemáticas como en física. Las formulaciones matemáticas permitieron progresivamente encontrar soluciones a un número mucho mayor de problemas. El primer tratamiento matemático notable fue en 1788 por Joseph Louis Lagrange. La mecánica lagrangiana fue a su vez reformulada en 1833 por William Rowan Hamilton.

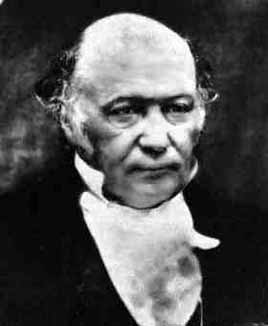
La mayor contribución de Hamilton es quizás la reformulación de la mecánica lagrangiana, ahora llamada mecánica hamiltoniana y que forma la opción preferida por muchas formulaciones de física matemática prominentes

Se descubrieron algunas dificultades a finales del siglo XIX que solo podrían resolverse con una física más moderna. Algunas de estas dificultades se relacionaron con la compatibilidad con la teoría electromagnética y el famoso experimento de Michelson-Morley. La resolución de estos problemas condujo a la teoría especial de la relatividad, que a menudo todavía se considera parte de la mecánica clásica.
Un segundo conjunto de dificultades se relacionó con la termodinámica. Cuando se combina con la termodinámica, la mecánica clásica conduce a la paradoja de Gibbs de la mecánica estadística clásica, en la que la entropía no es una cantidad bien definida. La radiación de cuerpo negro no se explica sin la introducción de cuantos. Cuando los experimentos alcanzaron el nivel atómico, la mecánica clásica no logró explicar, ni siquiera aproximadamente, cosas tan básicas como los niveles y tamaños de energía de los átomos y el efecto fotoeléctrico. El esfuerzo por resolver estos problemas condujo al desarrollo de la mecánica cuántica.
Desde finales del siglo XX, la mecánica clásica en física ya no ha sido una teoría independiente. En cambio, la mecánica clásica ahora se considera una teoría aproximada a la mecánica cuántica más general. El énfasis se ha desplazado hacia la comprensión de las fuerzas fundamentales de la naturaleza como en el modelo estándar y sus extensiones más modernas en una teoría unificada del todo. La mecánica clásica es una teoría útil para el estudio del movimiento de partículas que se mueven a velocidades lejanas a la de la luz en campos gravitacionales débiles. Además, se ha extendido al dominio complejo donde la mecánica clásica compleja exhibe comportamientos muy similares a la mecánica cuántica.
Un temprano método científico matemático y experimental fue introducido en la mecánica en el siglo XI por al-Biruni, quien junto con al-Jazini en el siglo XII, unificó la  estática y la dinámica en la ciencia de la mecánica, y combinó los campos de la hidrostática con la dinámica para crear el campo de la hidrodinámica. Los conceptos relacionados con las leyes del movimiento de Newton también fueron enunciados por varios otros físicos musulmanes durante la Edad Media. Las primeras versiones de la ley de la inercia, conocida como la primera ley del movimiento de Newton, y el concepto relativo al  momento, parte de la segunda ley del movimiento de Newton, fueron descritos por Ibn al-Haytham (Alhazen) y Avicena. La proporcionalidad entre la fuerza y la aceleración, un principio importante en la mecánica clásica, fue enunciada por primera vez por Abu'l-Barakat, y Ibn Bajjah también desarrolló el concepto de una fuerza de reacción. Las teorías sobre la gravedad fueron desarrolladas por Banū Mūsā, Alhazen, y al-Khazini.
Se sabe que el tratamiento matemático de Galileo Galilei y su concepto de ímpetussurgió a partir de análisis medievales anteriores de movimiento, especialmente los de Avicena,Ibn Bajjah,y Jean Buridan.
La primera explicación causal publicada sobre los movimientos de los planetas fue la Astronomia nova de Johannes Kepler, publicada en 1609. Concluyó, basándose en las observaciones de Tycho Brahe sobre la órbita de  Marte, que las órbitas de los planetas eran elipses. Esta ruptura con la pensamiento antiguo se produjo en la misma época en que Galileo proponía leyes matemáticas abstractas para el movimiento de los objetos. Es posible (o no) que realizara el famoso experimento de dejar caer dos balas de cañón de distinto peso desde la torre de Pisa, demostrando que ambas caían al suelo al mismo tiempo. La realidad de ese experimento en particular es discutida, pero realizó experimentos cuantitativos haciendo rodar bolas sobre un plano inclinado. Su teoría del movimiento acelerado se derivó de los resultados de tales experimentos y constituye una piedra angular de la mecánica clásica.

## Ramas principales
La mecánica clásica se dividió tradicionalmente en tres ramas principales:
- Estática, el estudio del Equilibrio mecánico y su relación con las fuerzas
- Dinámica, el estudio del movimiento y su relación con las fuerzas
- Cinemática, que trata de las implicaciones de los movimientos observados sin tener en cuenta las circunstancias que los causan

Otra división se basa en la elección del formalismo matemático:
- Mecánica newtoniana
- Mecánica lagrangiana
- Mecánica hamiltoniana

Alternativamente, se puede hacer una división por región de aplicación:
- Mecánica celeste, relacionada con las estrellas, los planetas y otros cuerpos celestes.
- Mecánica continua, para materiales modelados como un continuo, por ejemplo, sólidos y fluidos (es decir, líquidos y gases).
- Mecánica relativista (es decir, incluyendo las teorías de la especial y general), para cuerpos cuya velocidad es cercana a la de la luz.
- Mecánica estadística, que proporciona un marco para relacionar las propiedades microscópicas de los átomos y moléculas individuales con las propiedades macroscópicas o termodinámicas de los materiales.

## Aproximaciones de la mecánica clásica

Giróscopo, un dispositivo mecánico

La mecánica clásica fue concebida como un sistema que permitiera explicar adecuadamente el movimiento de los cuerpos relacionándolo con las causas que los originan, es decir, las fuerzas. La mecánica clásica busca hacer una descripción tanto cualitativa (¿qué y cómo ocurre?), como cuantitativa (¿en qué cantidad ocurre?) del fenómeno en cuestión. En este sentido, la ciencia mecánica podría ser construida desde dos aproximaciones alternativas: 
- Aproximación empírica
- Aproximación analítica

### Aproximación empírica
Es aquella fundamentada en la experimentación, esto es, en la observación controlada de un aspecto previamente elegido del medio físico. Un ejemplo puede ayudar a entender este punto: si dejamos caer una pelota de golf desde cierta altura y partiendo del reposo, podemos medir experimentalmente la velocidad que adquiere la pelota para diferentes instantes. Si despreciamos los efectos de la fricción del aire, podremos constatar que, dentro de las inevitables incertidumbres inherentes a las mediciones, la relación de velocidad (v) contra tiempo (t) se ajusta bastante bien a la función lineal de la forma:
{\displaystyle v={\text{g}}t\,}
donde «g» representa el valor de la aceleración de la gravedad (9,81 m/s² a nivel del mar y 45 grados de latitud). Así, esta es la aproximación empírica o experimental al fenómeno mecánico estudiado, es decir, la caída libre de un cuerpo.

### Aproximación analítica
En este caso se parte de una premisa básica (experimentalmente verificable) y, con la ayuda de las herramientas aportadas por cálculo infinitesimal, se deducen ecuaciones y relaciones entre las variables implicadas. Si volvemos al ejemplo anterior: es un hecho de naturaleza experimental, que cuando se deja caer un cuerpo, la aceleración con la que desciende (si se ignora la fricción del aire) es constante e igual a g = 9,81 m/s². Por otra parte, se sabe que la aceleración (en este caso, g) se define matemáticamente como la derivada de la velocidad respecto del tiempo:

{\displaystyle g={\frac {dv}{dt}}}

Por tanto, si se integra esta ecuación diferencial, sabiendo que en el inicio del movimiento (t = 0) la velocidad es nula (v = 0 ), se llega de nuevo a la expresión:

{\displaystyle v=gt}

Así, esta es la aproximación analítica o teórica al tema en discusión.

### Ambas aproximaciones
La aproximación empírica establece relaciones entre variables de interés mediante la búsqueda de dependencias o relaciones matemáticas, a partir de resultados experimentales. La aproximación analítica establece relaciones entre variables de interés a partir de premisas y de las herramientas que proporciona el cálculo.
Así, se busca derivar conclusiones y expresiones útiles a partir del razonamiento deductivo y el formalismo matemático. Si se extrema este argumento, la Mecánica Racional podría ser considerada una rama de las matemáticas, donde se juega con relaciones entre variables físicas, y se obtienen a partir de ellas ecuaciones útiles y aplicaciones prácticas.

## Principios básicos e invariantes

Trayectoria de una partícula y su posición en función del tiempo

Los principios básicos de la mecánica clásica son los siguientes:
1. El Principio de Hamilton o principio de mínima acción (del cual las leyes de Newton son una consecuencia).
2. La existencia de un tiempo absoluto, cuya medida es igual para cualquier observador con independencia de su grado de movimiento.
3. El estado de una partícula queda completamente determinado si se conoce su cantidad de movimiento y posición siendo estas simultáneamente medibles. Indirectamente, este enunciado puede ser reformulado por el principio de causalidad. En este caso se habla de predictibilidad teóricamente infinita: matemáticamente si en un determinado instante se conocieran (con precisión infinita) las posiciones y velocidades de un sistema finito de N partículas teóricamente pueden ser conocidas las posiciones y velocidades futuras, ya que en principio existen las funciones vectoriales {\displaystyle \displaystyle \{{\vec {r}}_{i}={\vec {r}}_{i}(t;{\vec {r}}_{i,0},{\vec {v}}_{i,0}\}_{i=1}^{N}} que proporcionan las posiciones de las partículas en cualquier instante de tiempo. Estas funciones se obtienen de unas ecuaciones generales denominadas ecuaciones de movimiento que se manifiestan de forma diferencial relacionando magnitudes y sus derivadas. Las funciones {\displaystyle \displaystyle \{{\vec {r_{i}}}(t)\}_{i=1}^{N}} se obtienen por integración, una vez conocida la naturaleza física del problema y las condiciones iniciales.

Es interesante notar que en mecánica relativista el supuesto (2) es inaceptable aunque sí son aceptables los supuestos (1) y (3). Por otro lado, en mecánica cuántica no es aceptable el supuesto (3) (en la mecánica cuántica relativista ni el supuesto (2) ni el (3) son aceptables).

Aunque la mecánica clásica y en particular la mecánica newtoniana es adecuada para describir la experiencia diaria (con eventos que suceden a velocidades muchísimo menores que la velocidad de la luz y a escala macroscópica), debido a la aceptación de estos tres supuestos tan restrictivos como (1), (2) y (3), no puede describir adecuadamente fenómenos electromagnéticos con partículas en rápido movimiento, ni fenómenos físicos microscópicos que suceden a escala atómica.
Sin embargo, esto no es un demérito de la teoría ya que la simplicidad de la misma se combina con la adecuación descriptiva para sistemas cotidianos como: cohetes, movimiento de planetas, moléculas orgánicas, trompos, trenes y trayectorias de móviles macroscópicos en general. Para estos sistemas cotidianos es muy complicado siquiera describir sus movimientos en términos de las teorías más generales como:
- La mecánica relativista, que va más allá de la mecánica clásica y trata con objetos moviéndose a velocidades relativamente cercanas a la velocidad de la luz. En mecánica relativista siguen siendo válidos los supuestos básicos 1 y 3 aunque no el 2.
- La mecánica cuántica, que trata con sistemas de reducidas dimensiones (a escala semejante a la atómica), y la teoría cuántica de campos (ver tb. campo), que trata con sistemas que exhiben ambas propiedades. En mecánica cuántica son válidos los supuestos básicos 1 y 2, pero no el 3. Mientras que en teoría cuántica de campos solo se mantiene el supuesto 1.

## Mecánica newtoniana
La mecánica newtoniana o mecánica vectorial es una formulación específica de la mecánica clásica que estudia el movimiento de partículas y sólidos en un espacio euclídeo tridimensional. Aunque la teoría es generalizable, la formulación básica de la misma se hace en sistemas de referencia inerciales donde las ecuaciones básicas del movimiento se reducen a las Leyes de Newton, en honor a Isaac Newton quien hizo contribuciones fundamentales a esta teoría.
En mecánica vectorial precisamos de tres ecuaciones escalares, o una ecuación vectorial, para el caso más simple de una sola partícula:

{\displaystyle {\dot {\mathbf {p} }}=m{\cfrac {d\mathbf {v} }{dt}}=\mathbf {F} ,\qquad {\begin{cases}{\dot {p}}_{x}=m{\cfrac {dv_{x}}{dt}}=F_{x}\\{\dot {p}}_{y}=m{\cfrac {dv_{y}}{dt}}=F_{y}\\{\dot {p}}_{z}=m{\cfrac {dv_{z}}{dt}}=F_{z}\end{cases}}}

y en el caso de sistemas formados por N partículas puntuales, el número de ecuaciones escalares es igual a 3N. En mecánica newtoniana también pueden tratarse los sólidos rígidos mediante una ecuación vectorial para el movimiento de traslación del sólido y otra ecuación vectorial para el movimiento de rotación del sólido:

{\displaystyle {\begin{cases}{\dot {\mathbf {p} }}={\cfrac {d}{dt}}(m\mathbf {v} )=\mathbf {F} _{R}\\{\dot {\mathbf {L} }}={\cfrac {d}{dt}}(\mathbf {I} {\boldsymbol {\omega }})=\mathbf {M} _{R}\end{cases}}}

Estas ecuaciones constituyen la base de partida de la mecánica del sólido rígido.

## Mecánica analítica
La mecánica analítica es una formulación más abstracta y general, que permite el uso en igualdad de condiciones de sistemas inerciales o no inerciales sin que, a diferencia de las leyes de Newton, la forma básica de las ecuaciones cambie. La mecánica analítica tiene, básicamente dos formulaciones: la formulación lagrangiana y la formulación hamiltoniana. Las dos llegan básicamente a los mismos resultados físicos, aunque la elección del enfoque puede depender del tipo de problema.
El germen de la mecánica analítica puede encontrarse en los trabajos de Leibniz y en la definición de dos magnitudes escalares básicas: la energía cinética y el trabajo. Estas magnitudes están relacionadas de forma diferencial por la ecuación del principio de fuerzas vivas:

{\displaystyle \displaystyle dE_{c}=\delta W,}

Una propiedad notable de este principio es que siendo el movimiento general un fenómeno en varias dimensiones, parece misterioso que con dos magnitudes escalares relacionadas mediante una sola ecuación diferencial, podamos predecir la evolución de los sistemas mecánicos (en la mecánica vectorial precisamos de {\displaystyle 3N} ecuaciones siendo {\displaystyle N} el número de partículas). 
Aunque las formulaciones lagrangiana y hamiltoniana son esencialmente equivalentes, siendo más conveniente un enfoque u otro según el objeto del análisis. Formalmente cabe señalar que la mecánica lagrangiana describe el movimiento de un conjunto de N partículas puntuales mediante coordenadas generales sobre el fibrado tangente del llamado espacio de configuración mediante un sistema de N ecuaciones diferenciales ordinarias de segundo orden. En cambio en mecánica hamiltoniana el movimiento se describe mediante 2N ecuaciones diferenciales de primer orden sobre una variedad simpléctica formada a partir del fibrado tangente mencionado. El conjunto de transformaciones de coordenadas que permitan resolver el problema es más amplio en mecánica hamiltoniana.

### Mecánica lagrangiana
La mecánica lagrangiana tiene la ventaja de ser suficientemente general como para que las ecuaciones de movimiento sean invariantes respecto a cualquier cambio de coordenadas. Eso permite trabajar con sistema de referencia inerciales o no-inerciales en pie de igualdad.
Para un sistema de n grados de libertad, la mecánica lagrangiana proporciona un sistema de n ecuaciones diferenciales ordinarias de segundo orden, llamadas ecuaciones del movimiento que permiten conocer como evolucionará el sistema. La forma explícita de las ecuaciones tiene la forma:

(*){\displaystyle {\frac {d}{dt}}{\frac {\partial L}{\partial {\dot {q}}_{i}}}-{\frac {\partial L}{\partial q_{i}}}=0}

Donde {\displaystyle L(q_{1},\ldots ,q_{n},{\dot {q}}_{i},\ldots ,{\dot {q}}_{n},t)} es la expresión de lagrangiano en el sistema de coordenadas generalizadas {\displaystyle (q_{1},\ldots ,q_{n},{\dot {q}}_{i},\ldots ,{\dot {q}}_{n})\in \mathbb {R} ^{2n}}. Aunque en general la integración del sistema de ecuaciones (*) no es sencilla, resulta de gran ayuda reducir el número de coordenadas del problema buscando magnitudes conservadas, es decir, magnitudes que no varían a lo largo del tiempo. Las magnitudes conservadas también se suelen llamar integrales del movimiento y suelen estar asociadas a leyes de conservación comunes.
En mecánica lagrangiana existe un modo muy elegante de buscar integrales de movimiento a partir del teorema de Noether. De acuerdo con este teorema cuando un lagrangiano es invariante bajo un grupo de simetría uniparamétrico entonces cualquier generador del álgebra de Lie asociada a ese grupo uniparmétrico es proporcional a una magnitud conservada:
- Así cuando un problema físico tiene algún tipo de simetría rotacional, su lagrangiano es invariante bajo algún grupo de rotación y tenemos que se conserva el momento angular.
- Cuando un problema físico presenta simetría traslacional, es decir, cuando las fuerzas que actúan sobre un sistema de partículas son idénticas en cualquier posición a lo largo de una línea, tenemos que en esa dirección se conserva el momento lineal.
- La ley de conservación de la energía está asociada a una simetría de traslación en el tiempo. Cuando las ecuaciones básicas de un sistema son iguales en todos los instantes del tiempo y los parámetros que determinan el problema no dependen del tiempo, entonces la energía de dicho sistema se conserva.

La mecánica lagrangiana puede generalizarse de forma muy abstracta e incluso ser usada en problemas fuera de la física (como en el problema de determinar las geodésicas de una variedad de Riemann). En esa forma abstracta la mecánica lagrangina se construye como un sistema dinámico sobre el fibrado tangente de cierto espacio de configuración aplicándose diversos teoremas y temas de la geometría diferencial.

### Mecánica hamiltoniana

Espacio de fases de un péndulo forzado. El sistema se hace caótico

La mecánica hamiltoniana es similar, en esencia, a la mecánica lagrangiana, aunque describe la evolución temporal de un sistema mediante ecuaciones diferenciales de primer orden, lo cual permite integrar más fácilmente las ecuaciones de movimiento. En su forma canónica las ecuaciones de Hamilton tienen la forma:

{\displaystyle {\partial H \over \partial q_{i}}=-{\dot {p_{i}}},\qquad {\partial H \over \partial p_{i}}={\dot {q_{i}}}}

Donde H es la función de Hamilton o hamiltoniano, y {\displaystyle (q_{i},p_{i})_{i=1...n}\,} son los pares de coordenadas canónicas conjugadas del problema. Usualmente las variables tipo qi se interpretan como coordenadas generalizadas de posición y las pi como momentos asociados a las velocidades.
Sin embargo, una característica notable de la mecánica hamiltoniana es que trata en pie de igualdad los grados de libertad asociados a la posición y a la velocidad de una partícula. De hecho en mecánica hamiltoniana no podemos distinguir formalmente entre coordenadas generalizadas de posición y coordenadas generalizadas de momento. De hecho se puede hacer un cambio de coordenadas en que las posiciones queden convertidas en momentos y los momentos en posiciones. Como resultado de esta descripción igualitaria entre momentos y posiciones la mecánica hamiltoniana admite transformaciones de coordenadas mucho más generales que la mecánica lagrangiana. Esa mayor libertad en escoger coordenadas generalizadas se traduce en una mayor capacidad para poder integrar las ecuaciones de movimiento y determinar propiedades de las trayectorias de partículas.
Una generalización de la mecánica hamiltoniana es la geometría simpléctica, en esa forma la mecánica hamiltoniana es usada para resolver problemas no físicos, incluso para la matemática básica. Algunas generalizaciones y regeneralizaciones de la mecánica hamiltoniana son:
- La geometría simpléctica.
- La geometría de contacto que propiamente es una generalización de la anterior.
- La mecánica de Nambu que es una especie de mecánica hamiltoniana con varios hamiltonianos simultáneos.[42]

## Rango de validez de la mecánica clásica
Las distintas formulaciones de la mecánica clásica son aproximaciones a leyes más fundamentales (o más precisas) de la naturaleza. El dominio que posee la mecánica clásica es caracterizado por:
- Tamaños mucho mayores a 1 nm.
- Velocidades mucho menores a la de la luz.

La primera de estas características delimita el dominio de la mecánica cuántica por sobre las leyes clásicas. Las ecuaciones de Newton, Lagrange o Hamilton necesitan un cambio fundamental para tratar objetos microscópicos y esto se puede conseguir usando la mecánica cuántica en sus distintas formulaciones. En el formalismo de Schrödinger, las variables dinámicas pasan a ser operadores y los estados de una partícula son descritos completamente por la función de onda, que puede evolucionar en el tiempo. Sin embargo, la mecánica cuántica también está separada en dos grandes dominios, que son dependientes de la velocidad de las partículas: la mecánica cuántica no-relativista y la mecánica cuántica relativista.
Por otra parte, la segunda de estas características demarca el límite entre la mecánica clásica y la mecánica relativista. Para velocidades comparables a la de la luz y objetos macroscópicos, la teoría más precisa pasa a ser la relatividad general, que está basada en el principio de equivalencia, la curvatura del espacio-tiempo y el principio de covarianza generalizado. 
Por último, dentro del régimen de la mecánica cuántica relativista con muchos grados de libertad, el uso de teorías cuánticas de campo se vuelve de primera necesidad, mientras que, al tratar grandes cantidades de grados de libertad en el nivel macroscópico, suele ser útil el uso de la mecánica estadística relativista.

### Aproximación a la relatividad especial
En relatividad especial, el momentum de una partícula está dado por
{\displaystyle \mathbf {p} =\gamma m\mathbf {v} ={\frac {m\mathbf {v} }{\sqrt {1-{\frac {\mathbf {v} ^{2}}{c^{2}}}}}}}
donde {\displaystyle m} es la masa de la partícula, {\displaystyle \mathbf {v} } su velocidad, {\displaystyle c} la velocidad de la luz y {\displaystyle \gamma } es el factor de Lorentz. A velocidades bajas, {\displaystyle v\ll c}, el factor de Lorentz puede ser aproximado por el primer término de su expansión en serie,
{\displaystyle \gamma \approx 1+{\frac {v^{2}}{2c^{2}}}+{\frac {3v^{4}}{8c^{4}}}+\dots ,}
por lo que el momentum se puede escribir como
{\displaystyle \mathbf {p} \approx m\mathbf {v} ,}
que es la forma usual de momentum en la mecánica Newtoniana.

### Aproximación a la mecánica cuántica
Los límites de la mecánica clásica se muestran aproximadamente cuando la longitud de onda de Broglie de la partícula en cuestión es menor que el tamaño característico del sistema. Por ejemplo, si {\displaystyle x} es la longitud característica que describe el movimiento de un cuerpo con momentum {\displaystyle p} (como puede ser la dimensión lineal de un obstáculo en su camino), el aspecto ondulatorio de la materia se mantendrá oculto si
{\displaystyle {\frac {\lambda }{x}}={\frac {h}{xp}}\ll 1}
donde {\displaystyle h} es la constante de Planck. Dicho de otra forma, si el cuanto de acción {\displaystyle h} es despreciable respecto a {\displaystyle xp}, la mecánica clásica es aplicable.
De hecho, la transición gradual desde el nivel microscópico, en el que rigen las leyes cuánticas, al nivel macróscopico, que obedece las leyes clásicas, sugiere que la mecánica cuántica es consistente con la mecánica clásica dentro de la aproximación mencionada. Este requisito también se conoce como el principio de correspondencia.